# Ierna
Ierna est un chef berbère des Laguatans, et également grand prêtre du dieu Gurzil, actif dans la préfecture du prétoire d'Afrique pendant les insurrections berbères du milieu du vie siècle. Il commande apparemment les Laguantans lors de la bataille de Cillium en 544, dans laquelle le gouverneur byzantin Solomon est tué et de nombreux soldats byzantins sont faits prisonniers.
Au cours de l'hiver 546/547, il sert en tant que commandant adjoint de l'armée d'Antalas, un autre chef berbère en révolte. La menace des tribus tripolitaines s’accentue, la Byzacène et une partie de la Zeugitane sont pillées par les Austuriens sous le commandement d’Ierna et d'autres tribus berbères. Ils parviennent à atteindre Lares sur la grande voie de Carthage à Théveste.
Jean Troglita arrive à ramener Cusina dans l’alliance byzantine ainsi qu’Ifisdaïas; qui lui amène d'importants contingents berbères. Mais Ierna parvient à faire jonction avec Antalas. Au début de 547, Iernas et Antalas sont défaits devant les troupes de Jean Troglita, près de Sufétula (actuelle Sbeïtla, en Tunisie). Cette défaite a pour conséquence : la soumission ou la fuite dans le sud d'Antalas, la fuite d'Ierna avec l'image sacrée de Gurzil. Ierna est ensuite fait prisonnier et tué, et l'image détruite. Carcasan lui succède au pouvoir.